# Marco Oggian
Marco Oggian (Venecia, 23 de marzo de 1990) es un diseñador, artista multidisciplinar e ilustrador italiano, reconocido por su estilo visual basado en formas geométricas simples y colores vivos, que aborda temas sociales y críticos.

## Trayectoria profesional
A lo largo de su carrera, Oggian ha trabajado en proyectos internacionales colaborando con marcas como: Zara, Nike, Samsung, Campari Soda, Apple, Vogue y North Sails. Su obra se caracteriza por el uso de colores intensos, formas geométricas y un enfoque irónico para tratar cuestiones sociales, controvertidas y críticas, como la discriminación y el racismo.
Entre sus proyectos destacan el desarrollo de piezas para Qeeboo junto al diseñador Stefano Giovannoni, la creación del estudio creativo Brutto y sus colaboraciones con marcas internacionales como North Sails, para quienes desarrolló una colección presentada en la Semana del Diseño de Milán. Su obra ha sido expuesta en galerías y museos de ciudades como: París, Barcelona, Berlín, Londres, Milán, Nueva York, Seúl, Turín y Tokio, y publicada en más de treinta libros especializados en diseño, branding, ilustración y tipografía.
Su trabajo continúa siendo referencia en el ámbito del diseño contemporáneo defendiendo una visión democrática del arte y buscando que su trabajo sea accesible para cualquier persona.